# Mühlbach am Hochkönig
Mühlbach am Hochkönig är en ort och kommun i Österrike. Den ligger i distriktet Sankt Johann im Pongau i förbundslandet Salzburg, 260 km väster om huvudstaden Wien. 
Kommunen består av två orter (Ortschaften) (inom parentes invånarantal 1 januari 2024):
- Mühlbach am Hochkönig (1 283)
- Schlöglberg (132)